# Hemaris molli
Hemaris molli là một loài bướm đêm thuộc họ Sphingidae. Loài này có ở Jordan. 
Không rõ là Hemaris molli có phải là một loài có hiệu lực không. Bề ngoài nó trông giống với Hemaris fuciformis, dù nó thiếu đường kẻ chia các tỷ lệ ở cánh trước.